# Мирза Насрулла Бахар Ширвани
Мирза Насрулла Бахар Ширвани (азерб. Mirzə Nəsrulla Bahar Şirvani; 1835, Шемаха, Азербайджан — 1883, Тебриз) — азербайджанский поэт, переводчик.
Считается одним из крупнейших поэтов Азербайджана середины XIX века.

## Биография
Сын купца. Изучал персидский и арабский языки. После смерти отца некоторое время был торговцем.
Первые его поэтические опыты — переводы произведений персидских классиков. Свои стихи он писал не только на тюркском и персидском языках, но также и на арабском, и французском.
Был хорошо знаком с русской художественной литературой. За свою антиисламистскую и антиаскетическую пропаганду в стихах Бахар Ширвани подвергся со стороны мусульманского духовенства «отлучению» и вынужден был бежать из Шемахи в Персию, где считался известнейшим «персидским» поэтом. Жил в городах Шираз , Рей и Тус.
Некоторое время состоял при дворе шаха Наср-Эддина. В 1878 году покинул Тегеран и, переселившись в Тебриз, совершенно изолировался от своих сородичей, сближаясь лишь с находившимися там иностранцами.
Многие его произведения, как предполагают, были пересланы в Лондон для издания, но пропали. Произведения Бахара Ширвани (из них многие известны лишь по названию) не изданы до сих пор.
Умер Бахар Ширвани в Персии. Похоронен на Сорхабском кладбище в Тебризе.